# Joseph-Étienne Delcher
Joseph Étienne Delcher est un homme politique français né le 20 décembre 1752 à Brioude (Haute-Loire) et mort le 6 février 1812 au même lieu.

## Biogrraphie
Homme de loi à Brioude, il est élu député de la Haute-Loire en 1791. Il siège avec la gauche. Procureur de la commune de Brioude en 1792, il est de nouveau député, à la Convention, où il siège à gauche et vote la mort de Louis XVI. Il entre le 4 brumaire an IV au Conseil des Anciens et y reste jusqu'en 1795. Il est président du tribunal civil de Brioude de 1800 à 1811.
Il est le frère d'Étienne Delcher, qui fut évêque constitutionnel de Haute-Loire.

## Sources
- « Joseph-Étienne Delcher », dans Adolphe Robert et Gaston Cougny, Dictionnaire des parlementaires français, Edgar Bourloton, 1889-1891 [détail de l’édition]